# Вейон, Франсуа
Франсуа́ Вейо́н (фр. François Veillon; 28.11.1793 Рош — 25.1.1859, Бекс) — швейцарский юрист и политик.

## Происхождение и семья
Сын солеторговца и окружного коменданта Жана Пьера Родольфа Вейона и Элизабет Шаллан. Был женат на Габриэлль Франсуа Элизабет Вейон, дочери торговца и судьи Франсуа-Отто Вейона. Шурин Фредерика и Шарля Вейонов и Огюста де Лоэса.

## Биография
Изучал юриспруденцию в Лозаннской академии, получил докторскую степень. Работал адвокатом в Роше, затем в Бексе. С 1829 по 1833 годы — председатель суда округа Эгль. В 1831 году — депутат конституционного совещания кантона Во. В том же году подготовил поправку в закон, ограничивавший количество государственных советников двумя от округа. С 1831 по 1833 и с 1843 по 1851 — депутат Большого совета кантона Во. С 1833 по 1842 годы — судья апелляционного суда. С 1842 по 1859 годы — префект округа Эгль. С 1848 по 1851 год — национальный советник. Подполковник, комендант округа Эгль.